# Malacorhynchus
Malacorhynchus es un género de aves anseriformes de la familia de las anátidas, que incluye a dos especies, una viva, y la otra extinta. M. membranaceus se distribuye por Australia, mientras que la extinta M. scarletti habitaba en Nueva Zelanda y se extinguió después de la llegada de los polinesios, pero antes de la de los europeos.

## Especies
- Malacorhynchus membranaceus (Latham, 1831)[2]
- Malacorhynchus scarletti (Olson, 1977) †[3]